# Trachysalambria starobogatovi
Trachysalambria starobogatovi is een tienpotigensoort uit de familie van de Penaeidae. De wetenschappelijke naam van de soort is voor het eerst geldig gepubliceerd in 1976 door Ivanov & Hassan.